# Julani Archibald
Julani Kyle Archibald (* 18. Mai 1991 in Basseterre) ist ein Fußballtorhüter von St. Kitts und Nevis.

## Karriere

### Verein
Er begann seine Karriere in der Mannschaft der Washington Archibald High School. Zur Saison 2012/13 wechselte er zum Village Superstars FC. Zur Folgesaison ging er zu W Connection nach Trinidad und Tobago. Seit Anfang 2019 ist er bei Real de Minas aus Honduras aktiv.

### Nationalmannschaft
Er hatte seinen ersten Einsatz für die Nationalmannschaft bereits im Alter von 17 Jahren, beim 4:0-Sieg über die Britischen Jungferninseln in der Qualifikation für die Karibikmeisterschaft 2008. Nach ein paar Einsatzpausen steht er seit 2012 fast durchgehend als Stammtorhüter der Mannschaft fest.